# Нижнеулу-Елга
Нижнеулу-Елга (баш. Түбәнге Олойылға, чув. Эрехĕрри) — село в Ермекеевском районе Республики Башкортостан Российской Федерации. Административный центр Нижнеулу-Елгинского сельсовета.

## География

### Географическое положение
Расстояние до:
- районного центра (Ермекеево): 4 км,
- ближайшей железнодорожной станции (Приютово): 25 км.

Расположено на реке Ря, к юго-востоку от райцентра и к северо-западу от станции Приютово.

## История
Вначале возникла деревня Улу-Елга: по договору с башкирами Байлярской волости от 2 октября 1802 года чуваши в числе 30 дворов во главе с Н. Николаевым купили местность под названием Улу-Елга с оплатой оброка по 25 коп. со двора в год, по другим сведениям — по договору 1810 года о припуске на вотчинных землях башкир Байлярской волости Белебеевского уезда чувашами-новокрещенами из села Упакасси́ Симбирского уезда. 

В 1811 году деревня Улу-Елга состояла из Верхней Улу-Елги и Нижней Улу-Елги. С образованием во 2-й половине XIX века выселка Верхнеулу‑Елга село получило современное название — Нижнеулу-Елга. В списках населённых мест Уфимской губернии 1896 года в Белебеевском уезде значились 2 деревни: Верхнеулу-Елга (97 дворов, 540 человек) и Нижнеулу-Елга (74 двора, 554 человека). 

В 1906 году в Нижнеулу-Елге имелись хлебозапасный магазин, 2 бакалейные и винная лавки, водяная мельница. В 1911 году открыта земская школа. Население занималось земледелием, животноводством, пчеловодством. 

## Название
Название происходит от гидронима (Олойылға, баш., буквально — большая река).

## Население
| 2002 | 2009 | 2010 |
| ---- | ---- | ---- |
| 322  | ↗353 | ↘335 |

Национальный состав
Согласно переписи 2002 года в селе проживали 322 человека, численно преобладающая национальность — чуваши (87 %).

## Инфраструктура
Улицы: Большелуговая, Малолуговая, Молодёжная.

Имеются школа, магазины, фельдшерско-акушерский пункт, клуб, библиотека.

## Прочее
- В 1911 году в Нижнеулу-Елгу приезжал Константин Иванов и принимал участие в чувашском Акатуе. Здесь перед собравшейся на гулянье молодёжью по просьбе своих друзей он читал поэму «Нарспи». В память об этом событии в 1929 году на том месте был поставлен памятный столб (крест)[4].